# Lancia Beta
La Lancia Beta è una famiglia di autovetture (berlina, familiare, coupé e spider) prodotte dalla casa automobilistica italiana Lancia tra il 1972 ed il 1984.
La Beta (nome in codice progettuale "Y1") fu la prima autovettura totalmente nuova presentata dalla Lancia dopo l'acquisizione, avvenuta nel 1969, da parte di FIAT.

## Il contesto
A parte i motori, 4 cilindri in linea con distribuzione bialbero Lampredi di origine Fiat (comuni a 124 Sport, 125 e 132, ma comunque modificati da Lancia e costruiti in proprio dapprincipio nello stabilimento di Borgo san Paolo a Torino), le Beta potevano contare su componenti tecnici (pianale, sospensioni, trasmissione, ecc.) creati ad hoc: il progetto fu infatti realizzato interamente dalla ancora esistente "Lancia Spa", i cui tecnici (già tecnici Lancia in epoca Pesenti, pre-1969) avevano un proprio distaccato reparto in via Caraglio a Torino (reparto poi trasformato nel 1981 in "Lancia Engineering" di Fiat Auto Spa e definitivamente chiuso e annesso a quello Fiat nel 1989).
In realtà la vettura doveva essere realizzata su pianale di origine Citroen GS, che prevedeva l'utilizzo delle sospensioni idropneumatiche già in uso sul modello francese, nel quadro delle collaborazioni (PAR.DE.VI (Participation et Développement Industrielles) ) che avevano portato alla realizzazione del furgone Fiat 242, e che avrebbero dovuto portare la Citroen a realizzare una vettura di derivazione Fiat 127 (progetto Y, che verrà ripreso anni dopo dalla Oltcit Axel). L'uscita però della Fiat dell'azionariato Citroen (possedeva il 49% della casa francese), con l'ingresso della Peugeot e gli aiuti di stato del governo francese, portarono alla veloce realizzazione di un pianale specifico, mantenendo però lo stile della carrozzeria.
Il discorso sulla "paternità" progettuale Lancia vale per l'intera gamma ad eccezione della versione Montecarlo che derivava dal progetto X1/20 sviluppato da Pininfarina per la realizzazione di una sportiva a motore centrale e trazione posteriore da vendere inizialmente con marchio Fiat.
Sebbene presentasse una meccanica piuttosto moderna, la Beta mancava di quell'originalità tecnica che aveva caratterizzato le Lancia precedenti. Anche il livello qualitativo delle finiture, benché senz'altro di apprezzabile fattura, era lontano da quello di realizzazioni precedenti. Questo trovava giustificazione nella volontà della nuova proprietà di rendere profittevole la produzione della casa torinese, dopo l'esperienza della 2000, qualitativamente ineccepibile ma molto costosa da produrre.

## La berlina
La prima versione a vedere la luce fu la berlina, presentata al pubblico nel corso dell'anno 1972. Caratterizzata da una linea originale  a due volumi tipo fastback evidentemente ispirata alla Citroen GS del 1970.
La vettura si poneva in controtendenza alla tradizione, dato che abbandonava il classico schema a tre volumi della carrozzeria, sancendo un nuovo corso progettuale per la Lancia che ritroveremo nella Gamma.
Il disegno del corpo esterno della vettura, contraddistinto da una mascherina frontale a doppi fari circolari, fu realizzato da Gianpaolo Boano (figlio di Felice Mario Boano), allora in forza al centro stile Fiat; mentre la meccanica venne sviluppata a partire da una classica impostazione a trazione anteriore (sospensioni a 4 ruote indipendenti, un sistema a doppio circuito di freni a disco su tutte le ruote denominato Superduplex nato in Lancia negli anni sessanta e dapprima installato su Fulvia e Flavia, cambio a 5 marce e motori FIAT bialbero montati trasversalmente).
Se le critiche all'estetica e al livello delle finiture non erano del tutto ingiustificate (anche a prescindere dal fatto che i primi esemplari soffrivano di problemi di ruggine precocissima delle carrozzerie per via dell'impiego di acciai non sottoposti ad adeguati trattamenti anticorrosione), quelle ai motori e alla meccanica furono davvero ingenerose. I brillanti ed elastici propulsori bialbero di origine 124 Sport e 132 vennero parzialmente riprogettati con teste e sistemi di aspirazione e scarico specifici per il montaggio in posizione trasversale. Le curve di potenza e coppia risultarono differenti e lievemente ottimizzate rispetto alle versioni Fiat e garantivano per l'appunto ottime prestazioni su strada. In diverse pubblicità e brochure dell'epoca veniva poi posta in risalto "la particolare messa a punto dei motori da parte dei tecnici Lancia". E la meccanica era stata progettata specificamente per la Beta (la Fiat di quel segmento, vale a dire le "124",  erano state concepite con la trazione posteriore, il motore longitudinale ed il retrotreno a ponte rigido). La Beta utilizzava oltre che la trazione anteriore, 4 sospensioni indipendenti e al retrotreno un inedito schema di sospensione McPherson che adottava due bracci oscillanti trasversali in luogo di un unico braccio - soluzione ripresa successivamente sulla Gamma e, con l'introduzione di un puntone longitudinale, su Delta/Prisma, Thema, K, sulla Fiat Croma e sulle Alfa Romeo 164, 156, 147 e GT.
La Beta berlina aveva molti pregi: era spaziosa (grazie al passo di 254 cm), confortevole e garantiva ottimi rendimenti nella tenuta di strada.
Al momento del lancio erano disponibili 3 motorizzazioni (1438 cm³ da 90 CV, 1592 cm³ da 100 CV e 1756 cm³ da 110 CV) e 2 allestimenti (standard e LX, quest'ultimo abbinabile alle sole versioni di 1,6 e 1,8 litri).
Rispetto alle versioni base, le LX avevano una dotazione lievemente più ricca (vetri atermici, cerchi in lega leggera, servosterzo) e una mascherina anteriore cromata specifica.
Nel 1974 venne introdotta alla base della gamma la versione 1300, spinta dallo stesso propulsore della 1400, ma con cilindrata ridotta a 1297 cm³ (82 CV). L'allestimento di questa versione d'attacco era identico a quello della 1400, che rimaneva comunque in listino.
Nel 1975 venne sottoposta ad un sostanziale intervento di restyling in collaborazione con la carrozzeria Pininfarina. La mascherina frontale divenne cromata su tutte le versioni e dotata di nuovi fari rettangolari coperti da una carenatura in plexiglas. Anche la coda subì delle modifiche, tra cui l'ampliamento del lunotto e il ridisegno del cofano posteriore, che comportò lo spostamento delle griglie di sfogo dell'aria viziata dell'abitacolo ai margini del terzo vetro laterale (prima erano ai bordi del lunotto). Il parabrezza fu dotato di una fascia anti abbagliamento e gli allestimenti interni furono anch'essi lievemente rivisitati. Il volante venne modificato, così come i pannelli porta e plancia. Altre modifiche riguardarono la diversa disposizione dei gruppi ottici posteriori e l'applicazione di una fascia d'alluminio satinato alla base del cofano posteriore.
Dal punto di vista tecnico la modifica principale riguardò l'incremento di cilindrata della versione da 1756 a 1995 cm³. La potenza fu elevata da 110 a 119 CV. Anche il 1600 fu oggetto di alcuni aggiornamenti che portarono a un lieve decremento (da 1592 a 1585 cm³) della cilindrata, ma facendo rimanere invariata la potenza a 100 CV.
Immutato il 1300.
Dalla gamma scomparvero la versione 1400 e l'allestimento LX, mentre la 1300 si distingueva dalle 1600 e 2000 per l'assenza della carenatura dei fari anteriori.
L'ultimo restyling, avvenuto nel 1979, fu il più sostanzioso. Il frontale venne ridisegnato, con nuovi fari rettangolari, indicatori di direzione spostati ai lati (prima erano nei paraurti) dei gruppi ottici principali e mascherina simile a quella della Delta, presentata nello stesso anno. La fiancata beneficiò poi di un profilo in gomma più spesso (sempre con bordo cromato) e i gocciolatoi allungati nella parte finale. La coda tornò con la disposizione dei gruppi ottici della prima serie e a completare il nuovo lifting estetico furono adottati nuovi paraurti (sempre in metallo con protezione perimetrale in gomma) più spessi ed avvolgenti.
Anche gli allestimenti interni vennero rivisitati, con l'introduzione di una nuova plancia comandi disegnata da Mario Bellini e dallo stesso definita "a gruviera", per via del fatto che gli strumenti erano alloggiati in nicchie circolari ricavate nel corpo principale realizzato in un unico blocco di poliuretano.
Tuttavia, il massiccio impiego di plastica e di tessuti meno raffinati evidenziò uno scadimento generale del livello di finitura e fu oggetto al contempo di numerose critiche.
Per quanto riguarda il profilo tecnico, dalla gamma venne eliminata la versione 1300, mentre la 2000 vide la propria potenza scendere a 115 CV a causa di una serie di interventi al suo motore volti a ridurre i consumi e a migliorarne l'elasticità. Successivamente venne infine introdotta l'alimentazione a iniezione elettronica sul propulsore 2 litri (che raggiungeva così 122 CV di potenza massima).
La Beta berlina uscì di listino nel 1981.

## La coupé

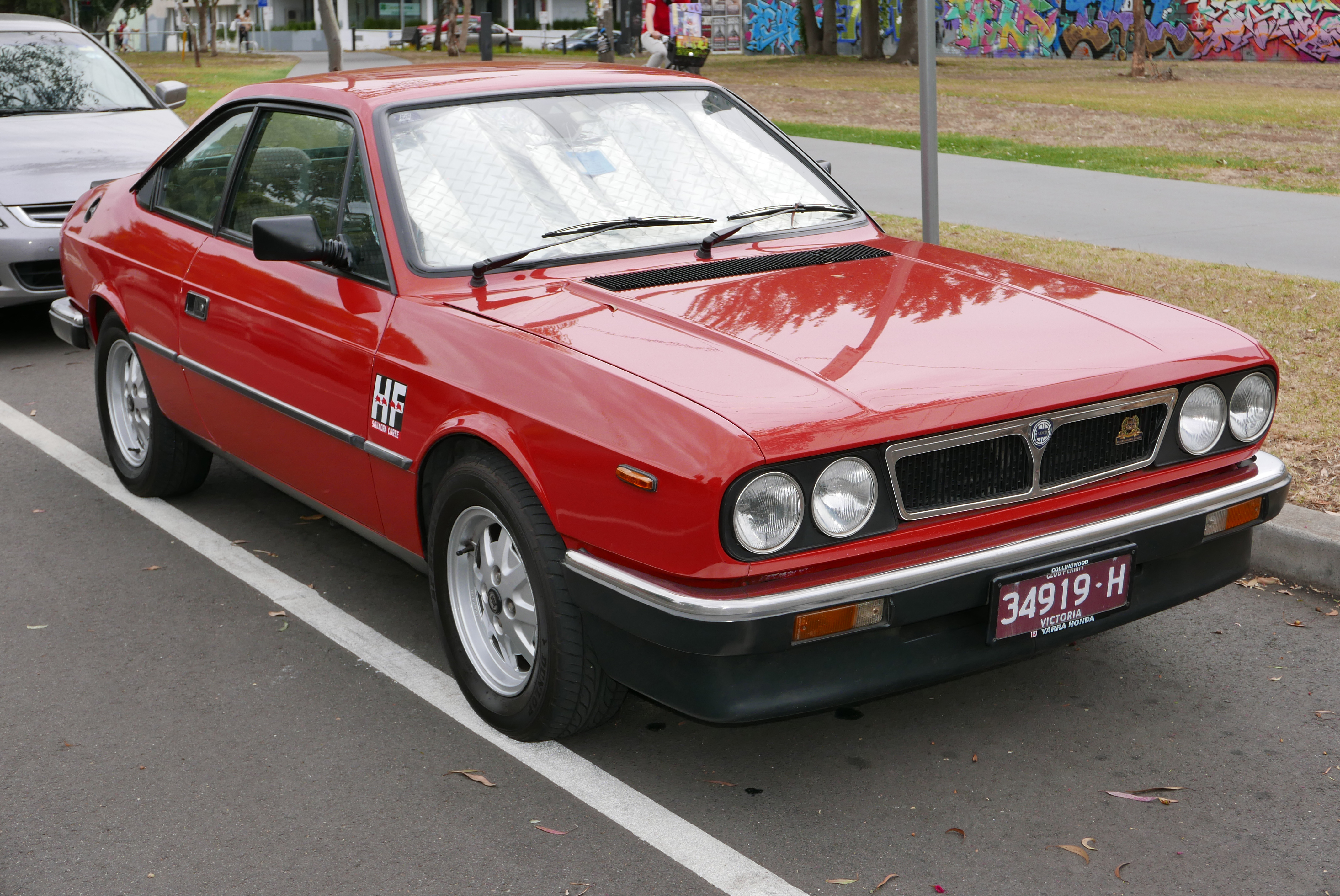
Tre quarti della versione coupé

Nel 1973 venne lanciata la versione Coupé; disegnata da Piero Castagnero (già autore della "Fulvia Coupé") e realizzata sul pianale accorciato (nel passo) della berlina. Questa versione piacque parecchio, sia per la linea riuscita, che per le finiture migliorate rispetto alla berlina.
A dispetto di quest'ultima disegnata sotto la supervisione del centro stile Fiat, il coupé era stato ideato e progettato fino all'ultimo bullone dai tecnici dello storico stabilimento torinese di Borgo san Paolo.
L'interno, caratterizzato dalle 4 poltrone singole della medesima foggia e tutte dotate di poggiatesta (brevetto Lancia), non aveva alcun componente in comune con la berlina. La plancia, di inedito disegno, aveva centralmente un pannello di plastica colorata per dare un effetto legno.
La grafica della strumentazione (oggi estremamente rara) dei primissimi esemplari si basava sui colori giallo, verde e rosso. Successivamente la strumentazione divenne a numeri bianchi su fondo nero. Curiosa la presenza su alcuni modelli prodotti fino ad un certo anno, di due leve (destra e sinistra) per l'apertura del cofano.
Al successo del modello contribuirono pure i brillanti motori bialbero (gli stessi della berlina, ma potenziati) di 1592 cm³ da 109 CV e 1756 cm³ da 119 CV.
Nel 1975, gli strumenti adottano elementi grafici più sobri. È la seconda serie del modello che prevede anche nuovi motori. Il propulsore di 1,6 litri passa a 1585 cm³ (potenza di 100 CV) e il 1800 viene sostituito dal 1995 cm³ (119 CV) già della berlina. All'esterno non c'è alcuna differenza estetica con la serie precedente per la 1600, mentre la 2000 si distingue per il differente rialzo sul cofano motore, per i fari racchiusi sotto un unico vetro e per la calandra con cinque listelli cromati alla base.

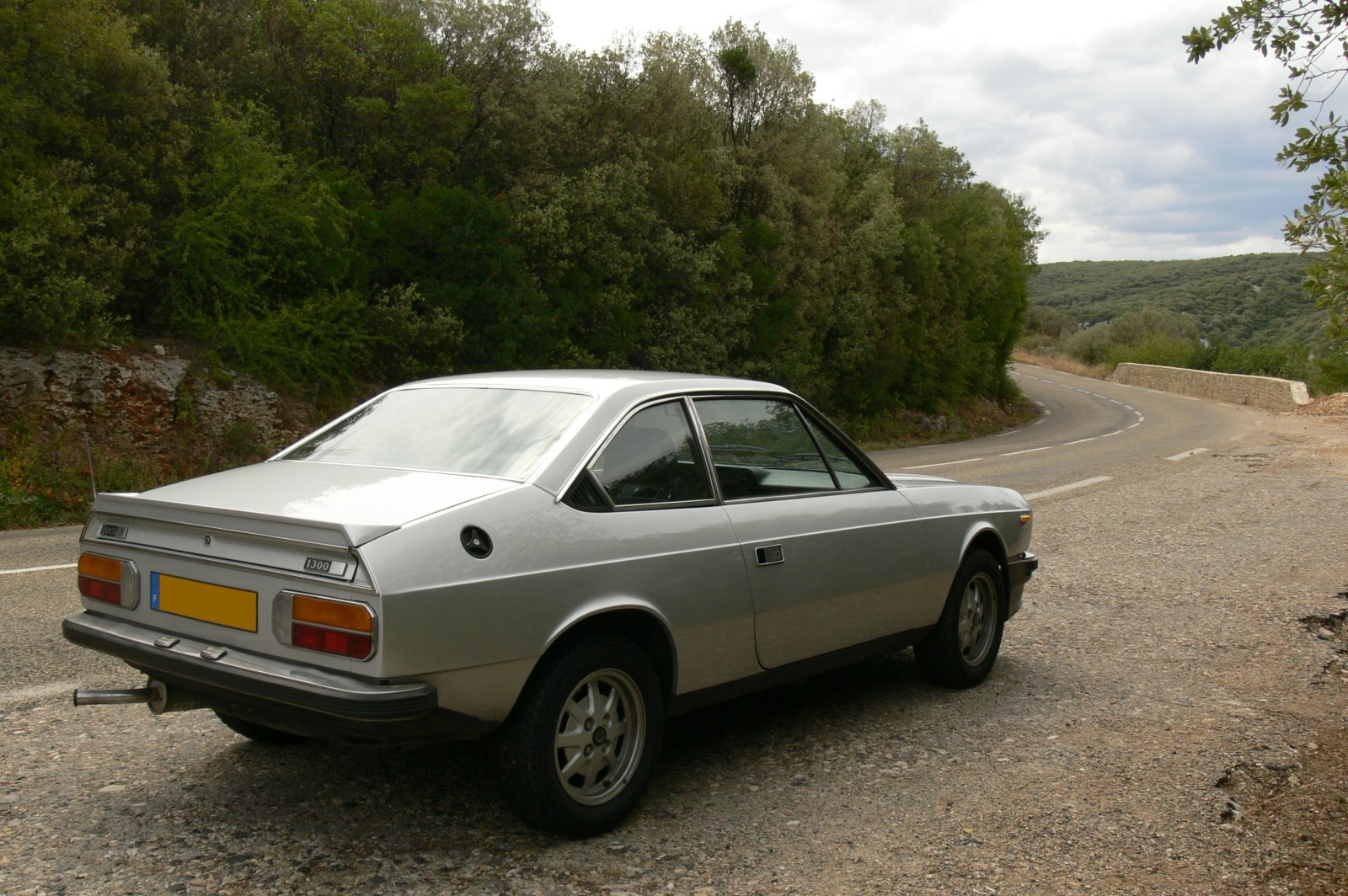
Vista di tre quarti posteriore di una Lancia Beta coupé

Nel 1976 l'ultima Fulvia Coupé ancora in listino (la Coupé 3), uscì di produzione; e per colmare questo vuoto, anche la Beta Coupé venne dotata di cilindrata di 1,3 litri con il motore di 1297 cm³ da 82 CV della berlina di pari cilindrata.
La 1300, la cui denominazione ufficiale era "1300 Coupé", si distingueva dalle altre versioni per alcuni dettagli esterni (mascherina totalmente nera, fari privi di carenatura, verniciatura in nero opaco delle cornici cromate e dell'alloggiamento dei fari) ed interni (sedile posteriore intero e privo di poggiatesta, strumentazione semplificata, dotazione di serie meno ricca ma comunque comprendente l'impianto di aria condizionata a pagamento). Una particolare rarità per alcune "1300 Coupé" immesse nel mercato italiano dal giugno 1977 riguarda il montaggio del cofano a doppia venatura, che anticipava un dettaglio stilistico della serie successiva con la denominazione Beta nei registri di vendita.
La terza serie è del 1978. Il nome Beta viene dunque esteso ufficialmente anche alla 1300 e per tutte le cilindrate si adottano cofano anteriore e calandra della 2000 e frontale a quattro proiettori tondi inseriti in alloggiamenti neri. Il nero viene esteso ai tergicristalli, al retrovisore di diversa forma e alla nuova modanatura sulle fiancate. All'interno, strumentazione, plancia, volante e rivestimenti vengono ridisegnati. 
Un migliaio di esemplari di questa terza serie della Beta coupé furono costruiti anche in Spagna dalla Seat nel 1978-79, nello stabilimento di Pamplona, per essere poi vendute nel mercato interno. 
Due anni più tardi viene approntata la "Laser", edizione in serie limitata di duemila esemplari disponibile nelle cilindrate di 1,3 e 1,6 litri e riconoscibile per la scritta adesiva "Lancia ß Laser" sulla fiancata, per la coppia di proiettori fendinebbia protetti da retina parasassi e per la verniciatura nera di calandra, paraurti e profili dei finestrini. La Laser di cilindrata maggiore montava cerchi ruota di disegno inedito e specificatamente dedicato. Tre i colori previsti per la carrozzeria, tutti metallizzati: azzurro, rosso e grigio scuro.
Nel 1981 un ulteriore restyling interessò l'intera gamma: all'esterno cambiarono la mascherina anteriore (ridisegnata sullo stile di quello della Delta), i paraurti (con il posteriore dotato di retronebbia) e la verniciatura di alcuni dettagli (nero opaco per tutte le cornici prima cromate). Sul bordo del cofano bagagli venne applicato un piccolo spoiler in plastica nera.
La plancia rimase la medesima della serie precedente. Venne variata la grafica degli strumenti di bordo e il disegno del tessuto dei sedili. L'impiego esteso di plastica e di tessuti meno raffinati dava l'impressione di uno scadimento generale del livello di finitura.
Il motore di 1.3 litri di cilindrata venne innalzato nella cubatura da 1297 a 1367 cc (la potenza aumentò di 2 CV e giunse a 84) per consentire alla Beta Coupé più piccola di godere del limite massimo di velocità in autostrada di 140 km/h, allora riservato alle auto con cilindrata al di sopra dei 1300 cm³. Il propulsore 2000 viene invece dotato di alimentazione ad iniezione elettronica e arriva alla potenza di 122 CV.
Nel 1982 la gamma venne arricchita con la "2000 Volumex", spinta da una versione (a carburatore doppio corpo) sovralimentata con compressore volumetrico Roots a lobi rotanti, del 4 cilindri di 1995 cm³.
La Volumex, che disponeva di 136 CV e di una maggior coppia massima (21 kgm invece di 17 della versione aspirata), era riconoscibile per la targhetta VX sulla mascherina, per un rigonfiamento sul cofano motore in corrispondenza di un gomito del collettore di aspirazione che si innestava sul compressore volumetrico, per uno spoiler nero sotto al paraurti anteriore, per le appendici allo spoiler posteriore, per il fondo scala del tachimetro che arrivava a 220 km/h invece che a 200 km/h, per l'inserimento di un settore verde nel contagiri e per gli pneumatici 185/65 R14H di serie.
La VX fu il canto del cigno della Beta Coupé, che venne tolta dai listini nell'autunno del 1984.
La Beta Coupé nel 1974 affiancò la Stratos HF e la Fulvia Coupé HF nei rally che portarono alla vittoria del Campionato del Mondo. Si trattava della versione 1.800 cm³ con una profonda elaborazione meccanica che prevedeva la testata Abarth della Fiat 124, una differente disposizione del motore alimentato a carburatori che erogava 190 CV, il differenziale autobloccante. La livrea fu inizialmente quella rossa e bianca Marlboro, per poi diventare l'anno successivo verde e bianca Alitalia. Le scocche delle Beta Coupé da competizione venivano approntate come le altre, direttamente nella fabbrica Lancia di Chivasso, per poi essere spedite al Reparto Corse di Borgo san Paolo a Torino che eseguiva le operazioni di elaborazione finali.

## La HPE

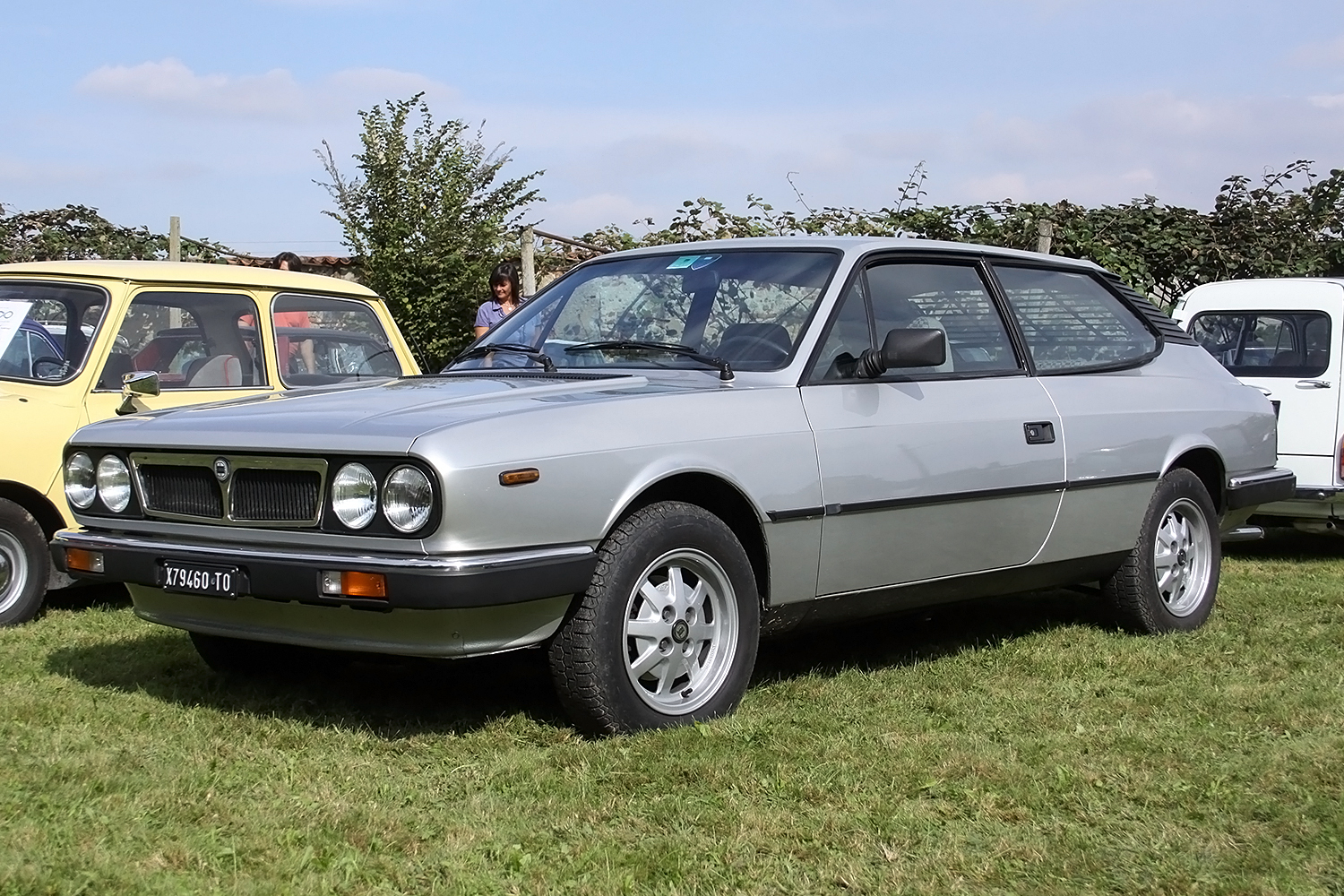
Lancia Beta HPE

Nel marzo del 1975, al Salone dell'automobile di Ginevra,  venne presentata la Beta HPE (High Performance Estate), ossia la variante familiare – più propriamente shooting-brake – della versione coupé, a 5 posti e dotata di portellone posteriore. Costruita sul pianale della berlina (e quindi col passo standard di 254 cm), la HPE mantiene la parte anteriore (fino alla portiera compresa) e gli interni (tranne il sedile posteriore) della Beta Coupé. La coda, invece, è specifica, così come il sedile posteriore ribaltabile in maniera frazionata (in percentuale 50/50).
Nata da uno studio della Pininfarina ed equipaggiata coi motori di 1,6 e 1,8 litri della Coupé; (vale a dire con potenze di 109 e 119 CV), la HPE coniugava sportività e praticità: ebbe un buon successo di vendite, soprattutto in Francia e in Inghilterra dove questo tipo di vettura era più conosciuto e apprezzato.
La carriera della HPE seguì le stesse tappe evolutive della Coupé, con cui condivise tutti i motori, ad eccezione del 1300, che non venne mai installato su questa versione che uscì di listino nel 1984. Nelle prime due serie la HPE ebbe il frontale a due grandi fari della prima Beta Coupé 2000.
- L'evoluzione della HPE:
  - 1975: presentazione
  - 1975: restyling della strumentazione e adozione dei rinnovati motori 1600 cm³ da 100 CV e 2000 cm³ da 119 CV.
  - 1978: terza serie come per la Coupé.
  - 1981: restyling come Coupé, trasformazione del nome in H.P. Executive, alimentazione a iniezione elettronica per la 2 litri (122 CV).
  - 1982: lancio della versione Volumex da 136 CV. Caratterizzazione estetica come Coupé oltre ad uno spoiler posteriore - alla base del lunotto - in gomma spugnosa.
  - 1984 (autunno): uscita di listino

## La Spider
La Spider, anch'essa nata nel 1974 da uno studio della Pininfarina, in realtà la si poteva considerare una "Targa", ossia una semi aperta con tettino rigido asportabile, capote ripiegabile posteriore e un robusto roll bar centrale con funzione strutturale, secondo la moda dell'epoca, dettata anche da esigenze di maggiore sicurezza e rigidità strutturale (la medesima tecnica costruttiva era impiegata dalle BMW Serie 3 Topcabriolet, allestite, con un ciclo produttivo simile, dalla Baur).

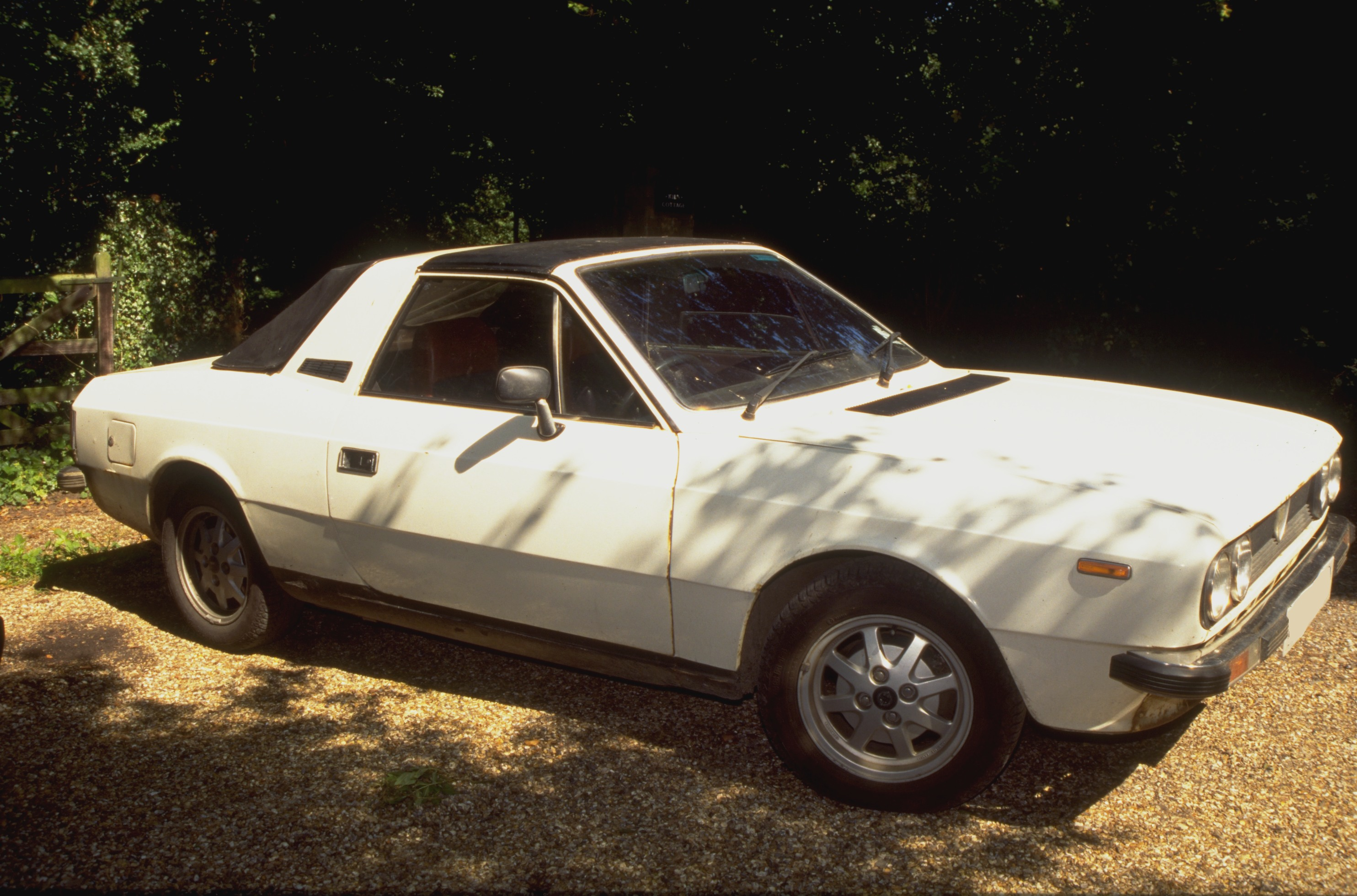
Una Beta spider

La Beta Spider non era costruita direttamente dalla Lancia; le normali scocche della Beta Coupé venivano infatti inviate alla carrozzeria Zagato di Terrazzano di Rho, che provvedeva a tagliarle, modificarle ed allestirle, per poi rientrare nello stabilimento Lancia di Chivasso dove veniva eseguito il montaggio degli organi meccanici (gli stessi delle Coupé di serie). Unica traccia di tale pellegrinaggio è la lettera "Z" di Zagato che si trova sul fondo del tappeto bagagliaio. Tale vettura, per via del costo elevato non ebbe lo stesso consenso delle altre Beta sportive, e fu tolta dal listino nel 1982, pur conoscendo un discreto successo nel mercato statunitense.
I primi esemplari non hanno la traversa sopra le portiere, che venne successivamente aggiunta per aumentare la rigidità torsionale della scocca.
L'evoluzione della Spider seguì strettamente quella della Coupé, salvo quello che riguarda alcuni componenti specifici, come i gruppi ottici posteriori (con disposizione leggermente modificata nel corso del restyling del 1975), il paraurti posteriore (che nel 1977, con la comparsa delle targhe rettangolari al posto di quelle quadrate, perse la scanalatura centrale prima necessaria).

Anche il cofano bagagli ed il sedile posteriore erano specifici per questa versione, ma non subirono variazioni nel corso degli anni. Altre differenze con la Coupé sono i parafanghi anteriori (lievemente più lunghi) e posteriori, la console centrale della prima e seconda serie con 4 interruttori anziché i 5 del coupé (per l'assenza del lunotto termico), la scatola attrezzi uguale a quella della Fulvia ecc. L'evoluzione della Beta Spider si fermò alla terza serie di Coupé e HPE.
La Spider adottò gli stessi motori della Coupé, ad eccezione del 1300 e del 2000 Volumex.
Ultimamente sul mercato collezionistico sono apparsi alcuni modelli 2000 volumex, ma si ritiene siano dei tuning aftermarket, in quanto non vi è traccia di spider 2000 volumex nei dati ufficiali di produzione.

## La Montecarlo

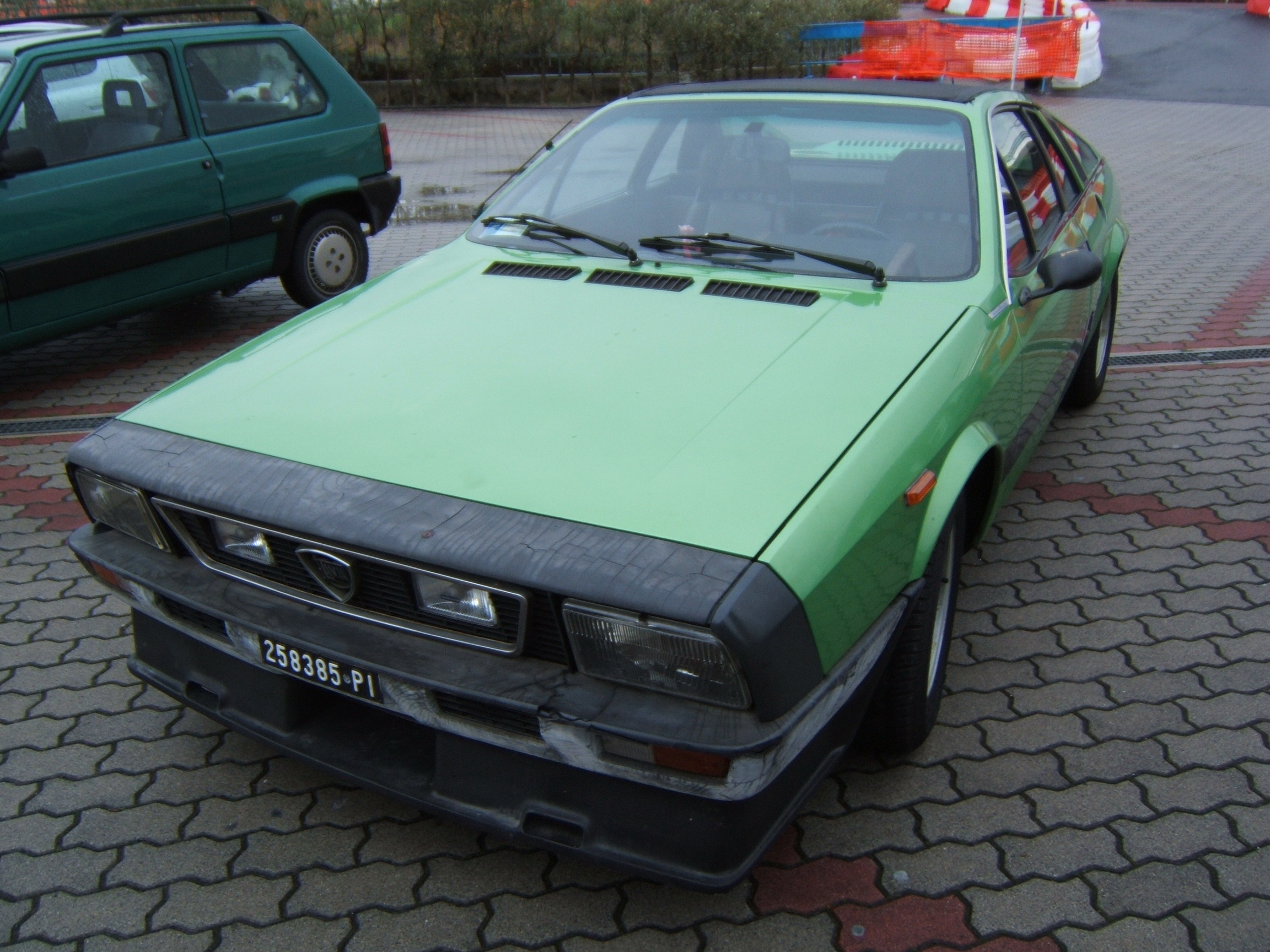
Una Beta Montecarlo del '75

Nel 1975, su design Pininfarina (che si occupò pure dell'assemblaggio), venne lanciata la Beta Montecarlo, denominata sui mercati americani come "Scorpion", causa la presenza di un omonimo modello Chevrolet.
Si trattava di una berlinetta con motore centrale, facilmente "preparabile" per le gare (ne venne derivata una versione da pista, la Beta Montecarlo Turbo, da cui poi fu ricavata per i rally la "Rally 037").
Con le altre Beta, la Montecarlo, disponibile sia con carrozzeria chiusa (chiamata "coupé") che con tetto in tela ripiegabile (definita "spider"), condivideva unicamente il motore: un 4 cilindri bialbero di 1995 cm³ da 120 CV DIN.
Il 6 maggio 1979, alla 6 Ore di Silverstone la Montecarlo fece il suo debutto nel Campionato Internazionale Silhouette (Gruppo 5). Forte di un'aerodinamica esasperata, di un peso di soli 750 kg (300 in meno della versione di serie) e di un propulsore di 1425 cm³ turbo da 370 CV, sfidò le dominatrici Porsche 935 e Ford Capri Zakspeed, vincendo qualche gara. L'anno successivo, con motore potenziato a 400 CV e piloti del calibro di Eddie Cheever, Riccardo Patrese, Walter Röhrl e Michele Alboreto al volante, s'aggiudicò il Campionato Internazionale Marche Gruppo 5, titolo riconfermato anche nel 1981.

## La Beta Trevi
Nel 1980 venne introdotta a listino una variante a tre volumi della berlina, denominata Beta Trevi, che riprendeva interni e motori dalla versione a 2 volumi.
Lanciata per assecondare il riaffermarsi di carrozzerie più tradizionali per le vetture di classe media e superiore, la Trevi aveva il suo limite principale proprio nella derivazione dalla Beta berlina. La volontà di contenere i costi, che impose la conservazione della carrozzeria della 2 volumi sino alla portiera posteriore inclusa, obbligò gli stilisti a disegnare un montante posteriore molto massiccio e poco inclinato che le conferì una coda piuttosto squadrata.
Gli interni rimasero più o meno gli stessi della Beta berlina ultima serie, con la medesima impostazione della plancia comandi disegnata da Mario Bellini.
Disponibile, inizialmente, nelle versioni 1600 (1585 cm³, 100 CV), 2000 (1995 cm³, 115 CV) e 2000 i.e. (1995 cm³, 122 CV), la Trevi s'arricchì, all'inizio del 1982, della versione sovralimentata con compressore volumetrico 2000 Volumex (1995 cm³, 136 CV). Quest'ultima era riconoscibile per i cerchi in lega leggera, lo spoiler nero sotto al paraurti anteriore e le plastiche degli indicatori di direzione anteriori bianche.
A seguire, nel 1983, la "Beta Trevi" fu marginalmente ristilizzata (eliminazione della fascia satinata sul bordo del cofano bagagli, spoiler anteriore e trasparenti bianchi per le frecce su tutte le versioni, griglie laterali sui montanti posteriori verticali anziché orizzontali, nuovi rivestimenti interni) e perse il nome "Beta" per chiamarsi semplicemente Trevi. Inoltre, dalla gamma venne eliminata la versione 2000 a carburatori.
Nel 1984 la Trevi venne tolta di listino dopo una carriera caratterizzata da un modesto successo commerciale.

## Mercato inglese e nordamericano
Nel maggio 1975 iniziò la commercializzazione della Beta negli Stati Uniti con l'atteso ritorno del marchio Lancia. Inizialmente fu offerta nelle versioni berlina (denominata Sedan) e della complessivamente ben più apprezzata Coupé, a cui si aggiunse l'HPE l'anno seguente; tutte quante erano equipaggiate solamente col motore 1756 cm³ bialbero, depotenziato a 86 CV. Sia la berlina che l'HPE uscirono dai listini nel 1979, mentre continuarono le vendite della Coupé a cui si aggiunse la variante Spider, ribattezzata Zagato. In quel periodo vennero introdotte due novità: il propulsore 1995 cm³ bialbero a carburatori erogante 87 CV, e un cambio automatico a tre velocità sviluppato dalla AP Automotive Products. La commercializzazione della Beta fu temporaneamente sospesa nel 1980 e riprese l'anno seguente col solo motore 1995 cm³ bialbero iniezione da 108 CV, per poi terminare nel 1982 quando la Lancia abbandonò definitivamente il mercato nordamericano.
Complessivamente la produzione con le specifiche per il mercato Nord americano per la Beta risulta di 17.763 esemplari suddivisa in:
- Beta berlina: 1.824 (di cui 310 con motore 2.0 cc)
- Beta Coupé: 10.468 (di cui 2.111 con motore 2.0 cc)
- Beta HPE: 1.590 (di cui 152 con motore 2.0 cc)
- Beta Scorpion/Montecarlo: 1.801
- Beta Spider: 2.080 (di cui 2.076 con motore 2.0 cc)

Nel 1994 Lancia si ritirò anche dal mercato inglese, a causa del famoso "rust-scandal" che attanagliò le Beta negli anni 70, nonostante auto come Delta e Thema negli anni 80 assieme ai grandi successi sportivi che riportarono la Lancia alla ribalta, ciò non fu sufficiente a risollevare la reputazione del marchio.

## Produzione
La produzione dei vari modelli Beta risulta suddivisa in:
- Beta berlina: 194.916
- Beta Coupé: 113.623, di cui 1.272 Volumex
- Beta HPE: 71.257, di cui 2.369 Volumex
- Beta Montecarlo: 7.595
- Beta Spider: 8.594
- Beta Trevi: 40.628

## Motorizzazioni
| Modello motore  | Alesaggio (mm) | Corsa (mm) | Cilindrata cm³ | Potenza DIN           | Coppia                  | Rapporto di compressione | Applicazione / Paese |
| --------------- | -------------- | ---------- | -------------- | --------------------- | ----------------------- | ------------------------ | --- |
| 828 B 3.000     | 76             | 71.5       | 1.297          | 82 @ 6.200 g/min      | 109 N·m @ 3.300 g/min   | 8,9:1                    | Lancia Beta Berlina 1ª & 2ª serie / Coupé 2ª serie                                                                                   |
| 828 C 3.000     | 76.1           | 71.5       | 1.301          | 82 @ 5.800 g/min      | 108 N·m @ 3.300 g/min   | 8,9:1                    | Lancia Beta Berlina 2ª serie / Coupé 3ª serie                                                                                        |
| 828 D 3.000     | 78.1           | 71.5       | 1.366          | 84 @ 5.800 g/min      | 110 N·m @ 3.200 g/min   | 8,9:1                    | Lancia Beta Coupe 4ª serie |
| 828 A 2.000     | 80             | 71.5       | 1.438          | 90 @ 6.000 g/min      | 117,9 N·m @ 3.800 g/min | 8,9:1                    | Lancia Beta Berlina 1ª serie |
| 828 B.000       | 84             | 71.5       | 1.585          | 102 @ 5.800 g/min     | 136 N·m @ 3.000 g/min   | 9,4:1                    | Lancia Beta Berlina 2ª & 3ª serie / Trevi 1ª & 2ª serie / Coupé 2ª, 3ª & 4ª serie / Spider 2ª, 3ª & 4ª serie / HPE 2ª, 3ª & 4ª serie |
| 828 A.000       | 80             | 79.2       | 1.592          | 103 @ 6.000 g/min     | 129,5 N·m @ 3.000 g/min | 8,9:1                    | Lancia Beta Berlina 1ª serie / Spider 1ª serie / HPE 1ª serie                                                                        |
| 828 AC.000      | 80             | 79.2       | 1.592          | 108 @ 6.000 g/min     | 137,8 N·m @ 4.500 g/min | 9,8:1                    | Lancia Beta Coupe 1ª serie / Spider 1ª serie                                                                                         |
| 828 A 1.000     | 84             | 79.2       | 1.756          | 111 @ 6.000 g/min     | 145,2 N·m @ 3.000 g/min | 8,9:1                    | Lancia Beta Berlina 1ª serie / HPE 1ª serie                                                                                          |
| 828 AC 1.000    | 84             | 79.2       | 1.756          | 120 @ 5.900 g/min     | 156 N·m @ 4.500 g/min   | 9,8:1                    | Lancia Beta Coupe 1ª serie / Spider 1ª serie / HPE 1ª serie                                                                          |
| 828 A 1.040.6   | 84             | 79.2       | 1.756          | 86 @ 6.200 g/min      | 122 N·m @ 2.800 g/min   | 8:1                      | Lancia Beta Berlina ES 1ª serie / Coupé 2ª serie / HPE 1ª                                                                            |
| 828 A 1.000     | 84             | 79.2       | 1.756          | 111 @ 6.000 g/min     | 145,2 N·m @ 3.000 g/min | 8,9:1                    | Lancia Beta Berlina 1ª serie / HPE 1ª serie / HPE 1ª & 2ª serie (USA)                                                                |
| 828 B 1.000     | 84             | 90         | 1.995          | 115/120 @ 5.500 g/min | 176,9 N·m @ 2.800 g/min | 8,9:1                    | Lancia Beta Berlina 2ª & 3ª serie / Trevi 1ª serie / Coupé 2ª & 3ª serie / Spider 2ª serie / HPE 2ª & 3ª serie                       |
| 828 B 1.040.5   | 84             | 90         | 1.995          | 110 SAE @ 5.500 g/min | 155 N·m @ 3.500 g/min   | 8,1:1                    | Lancia Beta Spider Special 3ª & 4ª serie (USA)                                                                                       |
| 828 B 4.000     | 84             | 90         | 1.995          | 122 @ 5.500 g/min     | 175,6 N·m @ 2.800 g/min | 8,9:1                    | Lancia Beta Berlina/ Trevi 1ª & 2ª serie (i.e.) / Coupé 4ª serie (i.e.) / HPE 4ª serie (i.e.)                                        |
| 828 B 4.040.1/5 | 84             | 90         | 1.995          | 108 @ 5.500 g/min     | 154 N·m @ 2.500 rpm     | 8,3:1                    | Lancia Beta Berlina 2ª serie / Coupé 2ª & 3ª serie / Spider / HPE (i.e.) USA                                                         |
| 828 B 7.000     | 84             | 90         | 1.995          | 135 @ 5.500 g/min     | 206 N·m @ 3.000 g/min   | 7,5:1                    | Lancia Trevi VX 2ª serie / Coupé 4ª serie / HPE 4ª serie (Volumex)                                                                   |
| 134 AS.100      | 84             | 90         | 1.995          | 118 @ 6.000 g/min     | 165 N·m @ 3.400 g/min   | 8,9:1                    | Lancia Beta Montecarlo Coupé & Spider 1ª serie                                                                                       |
| 134 AS.000      | 84             | 90         | 1.995          | 120 @ 6.000 g/min     | 170 N·m @ 3.400 g/min   | 9,35:1                   | Lancia Beta Montecarlo Coupé & Spider 2ª serie                                                                                       |
| 134 AS.031.6    | 84             | 79.2       | 1.756          | 102 @ 5.900 g/min     | 120 N·m @ 3.200 g/min   | 8:1                      | Lancia Beta Scorpion (USA) |
| 232 AR.4        | 84             | 90         | 1.995          | 205 @ 7.000 g/min     | 226 N·m @ 5.000 g/min   | 8:1                      | Lancia Rally 037 |

I motori con suffisso. 040. erano rispondenti alle norme anti inquinamento USA di 49 stati.

I motori con suffisso. 031. erano rispondenti alle norme anti inquinamento USA dello stato della California. Inoltre questi motori hanno sedi valvola che possono accettare le benzine senza piombo.